# Katarzyna Rusin
Katarzyna Rusin (Cracovia, 21 gennaio 1994) è un'ex snowboarder polacca.

## Palmarès

### Mondiali juniores
- 1 medaglia:
  - 1 oro (slopestyle a Sierra Nevada 2012)

### Universiadi
- 2 medaglie:
  - 1 oro (slopestyle ad Almaty 2017)
  - 1 bronzo (big air ad Almaty 2017)

### Coppa del Mondo
- Miglior piazzamento nella Coppa del Mondo generale di freestyle: 10ª nel 2011
- Vincitrice della Coppa del Mondo di big air nel 2011
- 1 podio:
  - 1 vittoria

#### Coppa del Mondo - vittorie
| Data          | Luogo        | Paese  | Disciplina |
| ------------- | ------------ | ------ | ---------- |
| 13 marzo 2011 | Bardonecchia | Italia | SBS        |

Legenda:

SBS = Slopestyle